# Palma (Gerichtsbezirk)
Der Gerichtsbezirk Palma ist einer der sechs Gerichtsbezirke in der autonomen Gemeinschaft Balearische Inseln.
Der Bezirk umfasst 17 Gemeinden auf einer Fläche von 1.278,54 km² mit dem Hauptquartier in Palma.

## Gemeinden
| Gemeinde             | Einwohner (2024) | Fläche km² | Dichte Einw./km² | Cod INE | Postleitzahl        |
| -------------------- | ---------------- | ---------- | ---------------- | ------- | ------------------- |
| Algaida              | 6.311            | 89,78      | 70               | 07004   | 07210, 07220, 07629 |
| Andratx              | 12.062           | 81,46      | 148              | 07005   | 07150               |
| Banyalbufar          | 577              | 18,06      | 32               | 07007   | 07191               |
| Bunyola              | 7.490            | 84,70      | 88               | 07010   | 07110               |
| Calvià               | 53.491           | 145,02     | 369              | 07011   | 07184               |
| Deià                 | 717              | 15,21      | 47               | 07018   | 07179               |
| Esporles             | 5.252            | 35,29      | 149              | 07020   | 07190               |
| Estellencs           | 374              | 13,44      | 28               | 07021   | 07192               |
| Fornalutx            | 715              | 19,49      | 37               | 07025   | 07109               |
| Llucmajor            | 39.912           | 327,33     | 122              | 07031   | 07620               |
| Marratxí             | 40.079           | 54,22      | 739              | 07036   | 07141               |
| Palma                | 431.521          | 208,63     | 2.068            | 07040   | 07000–07099         |
| Puigpunyent          | 2.035            | 42,31      | 48               | 07045   | 07094               |
| Santa Eugènia        | 1.899            | 20,25      | 94               | 07053   | 07142               |
| Santa Maria del Camí | 7.623            | 37,62      | 203              | 07056   | 07320               |
| Sóller               | 13.744           | 42,80      | 321              | 07061   | 07100               |
| Valldemossa          | 2.016            | 42,93      | 47               | 07063   | 07170               |
| Gerichtsbezirk Palma | 625.818          | 1.278,54   | 489              | –       | –                   |